# Oeax lateralis
Oeax lateralis är en skalbaggsart som beskrevs av Jordan 1903. Oeax lateralis ingår i släktet Oeax och familjen långhorningar. Inga underarter finns listade i Catalogue of Life.